# Dar Zuzovsky
Dar Zuzovsky (Tel Aviv, 24 de febrero de 1991) es una modelo y actriz israelí.

## Primeros años
Zuzovsky nació en la ciudad de Tel Aviv, de padres judíos asquenazíes (judíos polacos y checoslovacos). En hebreo, su nombre de pila significa "madre de la perla" (דר זוזובסקי). Creció en la vecina ciudad de Ramat HaSharon junto con su hermano menor. Zuzovsky fue instructora scout. Se graduó en el instituto en 2009, especializándose en teatro.
A continuación, Zuzovsky se ofreció como voluntaria en el Año de Servicio previo al Ejército como consejera en un internado para jóvenes en situación de riesgo. Sus padres se separaron y decidieron divorciarse durante ese periodo. Posteriormente, se alistó en las Fuerzas de Defensa de Israel como soldado, donde sirvió como fotógrafa de bandas militares israelíes.

## Carrera
Comenzó a trabajar como modelo a los 15 años. Como modelo, Zuzovsky ha aparecido en campañas publicitarias para Urban Outfitters, Samsung, Sephora y, en 2014, apareció en un reportaje de diez páginas para la revista italiana Cosmopolitan. En 2016 se convirtió en modelo portavoz de Castro, la mayor empresa de moda de Israel.
En 2017 Zuzovsky fue elegida para aparecer en un mural de Los Ángeles del artista contemporáneo israelí Tomer Peretz.

## Vida personal
Zuzovsky comenzó a salir con el actor y músico israelí Lee Biran en 2014. Se separaron en 2016. Ese mismo año salió brevemente con el músico israelí Asaf Avidan.